# ザ・スーサイド・スクワッド “極”悪党、集結
 『ザ・スーサイド・スクワッド “極”悪党、集結』（ーごくあくとう、しゅうけつ、原題: The Suicide Squad）は、DCコミックスのチーム「スーサイド・スクワッド」をベースにした2021年のアメリカのスーパーヒーロー映画。ジェームズ・ガンが監督・脚本を務め、マーゴット・ロビー、イドリス・エルバ、ジョン・シナ、ジョエル・キナマン、ヴィオラ・デイヴィスなどが出演する。「DCエクステンデッド・ユニバース」（DCEU）の10作品目の作品にして、DCEU初のR指定作品。

## ストーリー
政府職員のアマンダ・ウォラーは、「スターフィッシュ計画」として知られる秘密の実験を行っているナチス時代の研究所ヨトゥンヘイムを破壊するため、減刑と引き換えに犯罪者を集めた特殊部隊タスクフォースX、通称スーサイド・スクワッドを南米の島国コルト・マルテーゼに送り込む。しかし、部隊の一員であるブラックガードがコルト・マルテーゼ軍に部隊の情報を流しており、上陸と同時に待ち伏せにあってしまう。チームはリーダーのリック・フラッグ大佐とハーレイ・クインを残して壊滅し、2人もそれぞれ捕縛されてしまう。
一方で、ウォラーはブラッドスポートをリーダーとするチームも用意していた。ウォラーはフラッグ大佐達を陽動として容赦なく切り捨て、ブラッドスポート、ラットキャッチャー2、ピースメイカー、ポルカドットマン、キング・シャークの5人は一切攻撃を受けることなく上陸に成功する。道中、フラッグ大佐と合流した一行は、彼を保護していた反政府組織のメンバーであるソル・ソリア達の協力を得て、コルト・マルテーゼの街へと潜入していく。
その頃、コルト・マルテーゼ軍に捕縛されたハーレイ・クインは賓客として歓待されていた。コルト・マルテーゼの独裁者であるシルヴィオ・ルナ将軍は彼女を反米のシンボルと考え敬愛しており、彼女を妻として迎え入れようとする。しかし、ハーレイ・クインはルナ将軍とは相容れないと判断すると即座に彼を射殺し、屋敷内の牢に囚われてしまう。
街のバーに辿り着いたブラッドスポート達は「スターフィッシュ計画」を指揮するシンカーの拉致に成功すると、フラッグ大佐の意向によってハーレイ・クインの救出を行うことになるが、彼女は自力で脱出に成功していた。一行は合流したハーレイ・クインと共にヨトゥンヘイムへ侵入し手分けして爆薬を取り付けていくが、最深部へと入ったフラッグ大佐は「スターフィッシュ計画」が凶悪な宇宙怪獣スターロを利用した非人道的な実験であり、さらにそれを行っているのがアメリカ政府であるという真相を知る。任務の真の目的はアメリカが関与したデータを抹消することであり、ただ1人極秘任務を指示されていたピースメイカーはデータの保存された記録媒体を破壊しようとするが、フラッグ大佐は正義感からデータを公表する決意を固め抵抗する。
その時、ヨトゥンヘイムを取り返そうと攻撃してきたコルト・マルテーゼ軍への反撃が誤って爆薬を爆発させることになり、予期せぬ形でヨトゥンヘイムが崩壊してしまう。フラッグ大佐を殺害したピースメイカーは記録媒体を持って逃げたラットキャッチャー2を追い詰めて銃を突きつけるが、崩れた上層階から落ちてきたブラッドスポートに喉を撃たれ、大量に出血して微動だにしなくなる。ブラッドスポートが記録媒体を受け取ると、崩壊によって自由となったスターロが現れ、分身体を人々へ寄生させながら街へと侵攻していく。ウォラーは任務完了を告げて撤退命令を出すが、街の惨状を見過ごせない一行はウォラーの命令を無視して街へと向かう。激怒したウォラーは彼らに埋め込んだ爆弾を起爆しようとするが、寸前に部下によって気絶させられ未遂に終わる。
スターロを倒そうと攻撃を開始する一行だが、並の攻撃では有効なダメージを与えられず、唯一ダメージを与えられたポルカドットマンも油断から叩き潰されてしまう。スターロの分身体に操られた人々の妨害もあって絶望的な状況に陥るが、ラットキャッチャー2が街中のネズミを集めてスターロに襲い掛からせると状況は一転し、辛くもスターロを殺すことに成功する。
ブラッドスポートは「スターフィッシュ計画」のデータを交渉材料にチーム全員の安全をウォラーに保証させ、生き残った仲間と共に帰還していく。
ミッドクレジットシーン。溺死したと思われたウィーゼルはコルト・マルテーゼの浜辺にて昏睡状態から目覚め、何処かへと走り去っていく。ポストクレジットシーン。ウォーラーは、一命を取り留めていたピースメイカーとの新しい任務に部下を割り当て罰する。

## 登場人物・キャスト
ハーリーン・クインゼル / ハーレイ・クイン
演 - マーゴット・ロビー、日本語吹替 - 東條加那子
元精神科医で、当時の患者であったジョーカーの元恋人である犯罪者にしてバットマンの宿敵。人を殺めることに全く抵抗がない悪人だが、ドレスを与えられてお姫様みたいと喜んだり、「子供も殺す」と発言した人物に怒りを覚えたり爆発から身を挺して仲間を守るなど、ジョーカーと別れたことで更に人間味溢れた人物になっている。今作では、一人で敵地から脱出したり、ジャベリンが所持していた槍を使用したアクションを披露する。
ロバート・デュボア / ブラッドスポート
演 - イドリス・エルバ、日本語吹替 - 山寺宏一
「スーパーマンをクリプトナイトの弾丸で狙撃しICU送りにした」という逸話を持つ世界最強のスナイパー。タイラという娘がいる。スーサイド・スクワッドへの参加は頑なに拒否していたが、ウォラーから娘のタイラを人質にとる形で脅迫され、やむなく参加することになる。着用している戦闘服にはワイヤー射出装置や矢の発射装置の他、銃器のパーツなどが各所に装着されており、それらは組み合わせて使用することも可能。フラッグとは軍で同じ部隊に所属していたことがあり、数少ない友人。幼少期のトラウマでネズミが大の苦手で、ラットキャッチャー2ことクレオがネズミを大量に呼び寄せたときはかなり怖がっていた。本人は自身のことを「暗殺者として育てられ、人間らしさは無い」と発言しているが、キング・シャークに捕食されそうになっていたラットキャッチャー2ことクレオを助けたり、街の人々の悲鳴を聞いてスターロ大王に立ち向かう事を決意するなど、むしろチームの中では人情味のある常識人として描かれている。
クレオ・カゾ / ラットキャッチャー2
演 - ダニエラ・メルシオール、日本語吹替 - 悠木碧
特殊な機器を用いてネズミ達をコントロールする女性。ペットのネズミのセバスチャンと常に共に行動する。原作ではバットマンの宿敵。ポルトガル出身で初代ラットキャッチャーである父とホームレス生活をしていたが、父親が死亡したのを機にラットキャッチャーの名を受け継ぎ渡米。ネズミやコントロールする機器を武器と判断され、武装強盗として逮捕収監されていた。かなりマイペースなところもあるが心優しい性格で、自分を捕食しようとしたキング・シャークを一度は非難するも、他のメンバーがキング・シャークを殺そうと考えている中で彼女だけはキング・シャークを庇い、彼の初めての友達になった。そのおかげで以降、キング・シャークが仲間を捕食しようとする事はなくなった。
クリストファー・スミス / ピースメイカー
演 - ジョン・シナ、日本語吹替 - 大塚明夫
筋骨隆々の体格を誇る射撃の名手。名前は「平和の使者」の意を持つが、「平和のためならヒーローも大人も子供も殺す」と豪語するとおり、平和のためにはどんな犠牲を払うことも厭わない残忍なマキャベリストであり、名前とのギャップでラットキャッチャー2を唖然とさせた。大型の自動拳銃の他、斧や剣、吹き矢などの武器を用い、接近戦も長ける。「暗殺者として育てられ、人間らしさは無い」とされており、能力やキャラクターが被り気味なブラッドスポートと子供染みた張り合いを展開する。終盤において、実は「スターフィッシュ計画」の極秘情報を完全に抹消する任務をウォラーから受けていたことが明らかになる。最終的にブラッドスポートの銃弾を受けて死亡したと思われたが、ポストクレジットシーンで一命を取りとめていたことが判明する。
アブナー・クリル / ポルカドットマン
演 - デヴィッド・ダストマルチャン、日本語吹替 - 宮野真守
名前は「水玉模様男」の意で、その名のとおり両腕のスリットから多色の水玉のような対象物を焼き尽くすチップを射出する能力を持つ。自身も水玉模様のスーツを着る。原作ではバットマンの宿敵。気弱でおどおどした性格をした男であるが、水玉攻撃の破壊力は極めて高い。S.T.A.R.ラボの研究員である自分の母親が自分や兄弟達をスーパーヒーローにするという夢に取り憑かれ、宇宙由来の亜空間ウイルスを母親によって人為的に感染させられた結果能力を得るが、その代償で時間の経過とともに体中にチップと同じ多色の水玉の輝く膿疱ができる後遺症を患っており、1日2回定期的に嘔吐して膿疱を体外に排出しなければ死に至る。その恨みから母親を殺害して収監されており、トラウマから周囲の人間が自分の母親に見えてしまうようになっている。収監されているときは、首に能力抑制装置を装着されていた。
ナナウエ / キング・シャーク
演 - スティーヴ・エイジー、声 - シルヴェスター・スタローン、日本語吹替 - 玄田哲章
サメと人間のハイブリッド。素手で人間を真っ二つに引きちぎることができる怪力を持ち、ライフル銃程度の攻撃は跳ね返してしまうほど強靭で頑強な表皮を持つ。人間の肉が好物で、「ナムナム」との台詞と共に頭から丸呑みにしてしまう。ある程度の会話はできるものの知能は幼児同然で、休息をとっているラットキャッチャー2を食べようとしてブラッドスポートに撃たれるなどしているが、彼女に諭されたことで無闇に人を食べないようになる。
リック・フラッグ大佐
演 - ジョエル・キナマン、日本語吹替 - 宮内敦士
前作『スーサイド・スクワッド (2016)』にも登場した、スーサイド・スクワッドことタスクフォースXの現場指揮を執るエリート軍人。ブラッドスポートことデュボアとは軍で同じ部隊に所属していたことがあり、数少ない友人でもある。仲間思いで正義感が強く、任務に入っていない捕縛されたハーレイの救出や自分たちの作戦中に市民軍のソリアにクーデターを促す等、時にはウォラーの意向に沿わない行動をとることもある。ハーレイ・クインとは付き合いが古く、互いに信頼関係を築いている。
ガイウス・グリーヴス / シンカー
演 - ピーター・カパルディ、日本語吹替 - 姫野惠二
頭から制御装置が複数飛び出ているマッドサイエンティスト。コルト・マルテーゼにて30年以上も「スターフィッシュ計画」を指揮しており、計画が始まった経緯などもすべて知っている重要人物。
ブライアン・ダーリン / サバント
演 - マイケル・ルーカー、日本語吹替 - 立木文彦
ロングストレートの白髪が特徴の、白兵戦・接近戦の達人。バットマンの敵だが、原作では天才ハッカー。フラッグ大佐のチームに参加するが、上陸時の戦闘の惨状を目の当たりにしてPTSDを発症、パニックに陥って逃走をはかった結果、ウォラーによって頭部に埋め込まれたインプラント爆薬を起爆され死亡する。
ジョージ・“ディガー”・ハークネス / キャプテン・ブーメラン
演 - ジェイ・コートニー、日本語吹替 - 江川央生
殺傷力が高いブーメランを武器として使用している泥棒にしてフラッシュの宿敵。ハーレイ・クインやリック・フラッグ大佐とは付き合いが古く、ハーレイからは「ブーマー」とあだ名で呼ばれている。『スーサイド・スクワッド (2016)』でのズルくてゲスい性格は今作でも健在で、ヘリコプター内で、目の前のサバントに対して小馬鹿にした様な態度をとったり、「ここは豚小屋か？」と発言した。しかし島に上陸した時、いきなり立ち上がったブラックガードに対して「敵に見つかるぞ！」と忠告し、自分も岩陰から出て行き、援護しようとする一面も見せた。フラッグ大佐のチームに参加し、待ち伏せ部隊との交戦で自慢のブーメランを使った戦闘を披露するも、モンガルが撃墜した戦闘ヘリが飛び散らせた木の破片で重傷を負い、動けなくなっているところに墜落してきたヘリに巻き込まれて死亡する。
リチャード・“ディック”・ハーツ / ブラックガード
演 - ピート・デイヴィッドソン、日本語吹替 - 武内駿輔
黒いアーマーを装着している傭兵の男。エネルギーシールドやエネルギーメイスを生成できるが作中では披露されなかった。フラッグ大佐のチームに参加するが、実はコルト・マルテーゼ軍に内通している。しかし、上陸直後に内通者であることを明かして投降しようとしたところを真っ先に射殺される。
コリー・ピッツナー / T.D.K.
演 - ネイサン・フィリオン、日本語吹替 - 加藤亮夫
自らの腕を切り離して浮遊させ、遠隔操作する能力を持つ男。名前は「The Detachable Kid（字幕では「取り外しできる子」、吹替では「手で攻撃」）」の頭字語だが、作中で自分から明かすことはなく、能力に困惑するハーレイ・クインに対してリック・フラッグ大佐が言及している。映画オリジナルキャラクターで、元となったキャラクターはアーム・フォール・オフ・ボーイというヒーロー。フラッグ大佐のチームの一員で、戦闘時に能力を使用するが正面から殴るだけで脅威にはならず、逆に腕を射撃されて悶絶する。オープニング時点では「瀕死」と表示されているものの、数少ない生存メンバーであることが示唆されているがその後の動向は不明。作中では横に座っていたシートベルトの付け方に苦戦するブラックガードに、付け方を教える面倒見のいい一面がある。
ジョン・モンロー/ウィーゼル
演 - ショーン・ガン
イタチに似た見た目の、27人の子供を殺害したとされるシリアルキラー。なぜイタチの姿をしているかは明かされなかった。言葉は喋れないものの、意思疎通は出来ている様子。フラッグ大佐のチームに参加するが、泳ぐことができないため海面に着水した際に溺れてしまい、真っ先に戦闘不能に陥る。この時点でサバントに死亡したと判断されていたが、実は長い昏睡状態の後に息を吹き返しており、目覚めた後は何処かへと去っていった。
ガンター・ブラウン / ジャベリン
演 - フルーラ・ボルク、日本語吹替 - 日野聡
槍を使いこなす元オリンピック選手。フラッグ大佐のチームに参加し、コルト・マルテーゼ軍に撃たれて致命傷を負い死亡する。死の間際にハーレイに「自分の槍を届けてほしい」と頼むがどこの誰に渡せばいいか伝える前に息絶えてしまい、ハーレイを憤慨させる。彼の槍はコルト・マルテーゼ軍が回収しており、以降はハーレイ・クインが武器として使用することになる。
モンガル
演 - メイリン・ン、日本語吹替 - 原田萌
半神の女戦士にして、スーパーマンの敵。フラッグ大佐のチームの一員で、コルト・マルテーゼ軍の攻撃ヘリを撃墜するが、自身も墜落に巻き込まれ火達磨になり死亡する。
アマンダ・ウォラー
演 - ヴィオラ・デイヴィス、日本語吹替 - 上村典子
『スーサイド・スクワッド (2016)』にも登場した、スーサイド・スクワッドことタスクフォースXの司令官である米国政府の高官。あらゆる脅威に対処するべくスーサイド・スクワッドを組織し、チームに減刑及び釈放と引き換えに様々な命令を出す。ブラッドスポートを勧誘する際に娘の殺害を仄めかすなど、目的遂行のためなら手段を選ばない冷酷な性格である。
ジョン・エコノモス
演 - スティーヴ・エイジー、日本語吹替 - 遠藤純一
ウォラーの部下。スクワッドのメンバーを支援する。
エミリア・ハーコート
演 - ジェニファー・ホランド、日本語吹替 - 水樹奈々
ウォラーの部下。スクワッドのメンバーを支援する。
フロー・クロウリー
演 - ティナーシェ・カジェセ＝ボールデン、日本語吹替 - 森夏姫
ウォラーの部下。スクワッドのメンバーを支援する。
ソル・ソリア
演 - アリシー・ブラガ、日本語吹替 - ファーストサマーウイカ
ルナ将軍に対する反政府組織である市民軍のメンバー。現政権を倒すべく、スーサイド・スクワッドに協力する。なお、元となったキャラクターはファン・ソリアという人物である。
シルヴィオ・ルナ将軍
演 - フアン・ディエゴ・ボト、日本語吹替 - 津田健次郎
コルト・マルテーゼ島の独裁者。徹底的な反米思想で軍事クーデターを行って前政権を排除し、大統領に就任する。「スターフィッシュ計画」を世界と渡り合う手段として利用しようと目論んでいる。実はハーレイの大ファンであり、反米のアイコンと見做している。捕虜として捕らえたハーレイをもてなすが、子供を殺す事を仄めかす発言をしたことでハーレイに殺される。
マテオ・スアレス長官
演 - ホアキン・コシオ、日本語吹替 - 長克巳
コルト・マルテーゼ島の軍の指揮官で現政権のNo2。ルナがハーレイに殺されたことでコルト・マルテーゼの実権を握り、スーサイド・スクワッドと全面的に対峙する。
タイラ
演 - ストーム・リード、日本語吹替 - 神戸光歩
ブラッドスポートの娘。万引きで逮捕され、ブラッドスポートがスーサイド・スクワッドに参加する原因となる。
ラットキャッチャー
演 - タイカ・ワイティティ、日本語吹替 - さかき孝輔
初代ラットキャッチャーにして、ラットキャッチャー2ことクレオ・カゾの父。元々はネズミの駆除業者であったが麻薬の問題を抱えており、ホームレスとなった後はネズミを操るガジェットを駆使してネズミを使った窃盗を繰り返し、カゾと共に飢えや寒さを凌いでいたが、ある日食料と一緒に盗ませた麻薬の過剰摂取で死んでしまう。
ミルトン
演 - フリオ・ルイス、日本語吹替 - 藤原大智
反政府組織の構成員の1人である巨漢の男。現地でスーサイド・スクワッドのメンバーと行動を共にする。
ジュリアン・デイ / カレンダーマン
演 - ショーン・ガン、日本語吹替 - 佐藤せつじ
祝日に合わせた犯罪をするバットマンの宿敵。ベルレーヴ刑務所でポルカドットマンをからかう。
カレイドスコープ
演 - ナタリア・サフラン
幻覚を使う体に特殊な模様を持つヴィラン。ベルレーヴ刑務所に収監されている。
ジェレミー・テール / ダブルダウン
演 - ジャレッド・リーランド・ゴア
トランプを使い戦うヴィラン。カレンダーマンと共にベルレーヴ刑務所でポルカドットマンをからかう。
スターロ大王
「スターフィッシュ計画」の正体で、ヒトデ型の単眼の宇宙怪獣。スターロ大王はシンカーが付けた名前。脇にあたる部分から小さな分身体を放ち、人間に寄生させて操る能力を持つ。アメリカの宇宙飛行士たちに発見・捕獲された後、シンカーによって30年近く研究材料とされてきたが、スーサイド・スクワッドの破壊工作によって自由の身となってしまい、コルト・マルテーゼの街を我が物とするため暴れ始め、スーサイド・スクワッドと対峙する。
この他に、ダンサー役にポム・クレメンティエフがカメオ出演している。
ブラッドスポート役のイドリス・エルバは元々、ウィル・スミス（フロイド・ロートン / デッドショットを前作で演じ、今作はスケジュールの都合で離脱した）に代わってキャスティングされたが、ワーナー・ブラザースとジェームズ・ガン監督は、彼に新しいキャラクターを演じさせることを決め、スミスがシリーズに戻ってこれるようにした。

## 製作
『スーサイド・スクワッド』の続編は、前作が公開される前の2016年3月には計画されていた。前作の監督、デヴィッド・エアーは当初再任される予定だったが、方向性の違いなどから2016年12月に降板した。ワーナー・ブラザースは、メル・ギブソンやルーベン・フライシャーなどの複数の監督候補を検討。2017年9月にギャヴィン・オコナーに決定した。しかし、オコナーは1年後、クリエイティブの違いによりプロジェクトを去る。2018年10月、ワーナーは『スーパー!』等のジェームズ・ガンに交渉し、2019年1月に契約を交わした。 ガンは当時、ウォルト・ディズニー・カンパニーによってマーベルスタジオ『ガーディアンズ・オブ・ギャラクシー Vol. 3』の監督から解雇されたばかりだった（後に復帰した）。ガンは1980年代のコミックシリーズにインスピレーションを求め、2016年の映画の続編ではなく、新しいキャラクターにフォーカスを合わせることにした。 
主要撮影は、2019年9月にジョージア州アトランタで始まり、2020年2月にパナマで終わった。 

## マーケティング
2020年8月22日、バーチャルイベント「DCファンドーム」で舞台裏の特集が公開された。12月6日、Comic Con Experienceのデジタルイベント「CCXP Worlds」で本作のパネルが開催され、ジェームズ・ガンとキャストのメンバーが出席した。2021年3月26日に本作の最初の予告編が公開された。予告編は公開後1週間で1億5000万回再生され、『モータルコンバット』（2021年）の予告編を抜いてレッドバンド予告編の記録を更新した。
グリーンバンド予告編は、『ゴジラvsコング』（2021年）の劇場上映前にデビューした後、エイプリルフールにオンラインで公開され、ガンは一般的に行われているレッドバンド予告編を少し編集したものを使いたくないと考え、新しい映像を紹介した。
6月22日、本作のメインキャストが予告編を早期にリークしたように装う演出で別の予告編が公開され、ガンとワーナー・ブラザースも予告編の「早期公開」について冗談を言った。

## 公開
ワーナー・ブラザース・ピクチャーズによって、2021年8月5日に米国で公開予定で、その翌日から1ヶ月間、ストリーミングサービス「HBO Max」でも配信される。日本では8月13日に劇場のみで公開された。
「強い暴力とグロテスクな表現、随所に見られる下品な言葉使い、いくつかの性的表現、薬物使用、短い生々しいヌード」により米国では「R指定」、日本では「R15+指定」で公開された。

## 評価

### 興行成績
2021年8月15日現在、北米で4,290万ドル、その他の地域で7,550万ドル、全世界で1億1,810万ドルの興行収入を記録している。
アメリカとカナダでは、公開週末に4,002館で約3,000万ドルの興行収入が予想されていたが、業界関係者の中には4,000万ドルに達すると予想する人もいた。初日の興行収入は1,220万ドルで、その中には木曜夜の試写会での410万ドルも含まれており、パンデミック中の「R指定」映画としては最大の興行収入で、『ハーレイ・クインの華麗なる覚醒 BIRDS OF PREY』の400万ドルをわずかに上回った。しかし、『ワンダーウーマン 1984』の1,670万ドルに次ぐ、DCEUシリーズの中で2番目に低いデビュー記録となった。この不振は、「コロナウイルスデルタ株」の懸念が続いていたこと、「HBO Max」で同時公開されていたこと、DCEUの全体的な評価がまちまちであったこと、注目すべきスターやキャラクターがいなかったこと、本作が続編なのか、スピンオフなのか、リブートなのかが混乱していたことなどが原因とされている。本作は、2回目の週末に71％減の750万ドルを記録し、4位に終わった。この大きな落ち込みは、HBO Maxで同時配信されている別の大作映画『スペース・プレイヤーズ』などと同程度のものだった。
北米公開の前の週には、イギリスで470万ドル、フランスで160万ドルなど、5カ国で670万ドルを稼いだ。翌週の週末には69カ国に拡大し、3500万ドルを稼いだ。ロシア（420万ドル）、メキシコ（200万ドル）、ブラジル（150万ドル）、スペイン（130万ドル）、イタリア（110万ドル）で1位となり、10日間の累計興行収入はイギリスで1,080万ドル、フランスで340万ドルとなった。2回目の週末には海外70カ国で1,700万ドルを稼ぎ、50％減となった。ブラジルでは、2回目の週末に1位を維持し、22％減の約300万ドルを稼いだ。

### ストリーミング視聴率
Samba TVによると、HBO Maxで公開された最初の4日間で280万世帯が本作をストリーミング視聴しており、これはHBO Maxの同時公開作品としては『モータルコンバット』（380万）に次いで2番目に多い数字となっている。

### 批評家の反応
Rotten Tomatoesでは、308件のレビューのうち91％が肯定的で、平均評価は7.5/10である。同サイトの批評家のコンセンサスでは、「脚本兼監督のジェームズ・ガンの独特の偏ったビジョンによって活性化された「スーサイド・スクワッド」は、原作の暴力的でアナーキーな長所を活かした、面白くてテンポの良い反発を示している」とされている。Metacriticでは、53人の批評家による加重平均スコアが100点満点中72点で、「おおむね好意的な評価」であることが示されている。CinemaScoreによる観客の投票では、A+からFまでの評価で平均「B+」となり、1作目と同じ点数となった。PostTrakの報告では、観客の83％が好意的な点数をつけ、62％が「ぜひ勧めたい」と答えている。

## 将来の構想

### ピースメイカー
COVID-19のパンデミック中に本作の仕事を終えたガンは、ピースメイカーを中心としたスピンオフのテレビシリーズの執筆を始めた。2020年9月、HBO Maxは『ピースメイカー』のシリーズ化を発注し、ガンは全8話を執筆し、そのうちのいくつかを監督した。シナがピースメイカーとして主演し、エイジとホランドもそれぞれの映画での役柄を再演する。ガンとサフランがシリーズの製作総指揮を務め、2022年1月に公開する予定である。

### その他
2021年1月、ガンは『ピースメイカー』以外にもテレビのスピンオフ作品のアイデアがあると語った。同年7月、ガンは新たなスーサイド・スクワッドのチームを集めるだけではなく、別の方向性を持つ続編映画のアイデアがあると語った。 DCフィルムズの社長ウォルター・ハマダはその1カ月後、ガンとの間にさらなるプロジェクトの計画があると語った。